# Ћен Ксуан
Ћен Ксуан (појед. кин. 钱选, трад. 錢選; 1235 – 1305) био је кинески сликар из Хуџоуа (湖州), данашњи округ Вукинг у Џеђангу. Живио је за вријеме касне династије Сунг и раног периода династије Јуан.

## Биографија
Каријеру је почео као амбициозни учењак-службеник током владавине Сунг (960–1279). Међутим, имао је потешкоћа да напредује у служби. Када је династија Јуан, коју су основали Монголи, преузела власт у јужним регионима Кине 1276. године, он је практично одустао од идеје о каријери у цивилној служби. Током 1286, његов пријатељ Џао Менгфу је нашао и прихватио положај у јужним регионима Кине и Ксуану се неко вријеме чинило да може и он. Међутим, он је то одбио на основу патриотских основа, док је званично навео старост као разлог одбијања, како би избегао проблеме. Ипак, сматран је лојалистом династије Сунга.
После 1276. године посветио се сликарству и постао је познат као сликар „крзна и перја“. Такође је био вјешт у сликању птица и цвијећа, сликању ликова и сликању пејзажа (shan shui).
Познат је по пејзажима који су наговештавали чежњу за обновом кинеске владавине, као на примјер у дјелу Поново кући. Мешао је пјеснички реализам са архаичним Танг стилом.

## Галерија
- Рана јесен